# La risata di Balulì Zanà
La risata di Balulì Zanà appartiene al genere delle leggende e delle fiabe curde dell'area curdo-turca-siriana-irachena.
Le leggende e le fiabe curde sono parabole che tendono a non drammatizzare gli eventi e talvolta sono beffarde. La religiosità è uno dei tanti temi, ma non è vissuta come elemento essenziale; molto diffuse sono le fiabe animali alle volte con uno sfondo morale, i protagonisti delle quali spesso fanno parte del mondo sociale reale curdo.

## Trama
Balulì Zanà era una persona buona e giusta che si interessava altruisticamente del prossimo, difendendolo dalle prepotenze causate soprattutto da suo fratello, il califfo di Baghdad. Quest'ultimo era ormai anziano e Balulì Zanà si intristì e si preoccupò pensando che tutta la responsabilità del male inferto dal fratello sarebbe ricaduta su di sé. Il califfo, notando l'incupimento del fratello emanò un decreto che prevedeva una lauta ricompensa di oro a colui che avesse visto ridere Balulì Zanà. Quest'ultimo, un giorno passò davanti ad una macelleria e nell'osservare le bestie appese per le proprie zampe, non poté trattenersi da una lunga risata. Il macellaio vinse il premio in palio, ed il califfo quando chiese al fratello i motivi della risata, si sentì rispondere che quella visione lo aveva illuminato e che quindi era arrivato alla conclusione che ognuno risponde personalmente delle proprie azioni.